# Bartol Barišić
Bartol Barišić, né le 1er janvier 2003 à Zagreb en Croatie, est un footballeur croate qui évolue au poste d'avant-centre au Dunajská Streda.

## Biographie

### En club
Né à Zagreb en Croatie, Bartol Barišić est formé par l'un des plus grands clubs du pays, le Dinamo Zagreb. Il se fait remarquer avec les équipes de jeunes en inscrivant 31 buts en 2018 ce qui fait de lui à ce moment-là le meilleur buteur du championnat. Il bat plusieurs records avec les équipes de jeunes du Dinamo, a disputé plusieurs tournois en terminant à chaque fois meilleur buteur, faisant de lui l'un des joueurs les plus prometteurs du centre de formation où il est notamment comparé à Davor Šuker.
Il joue son premier match en professionnel le 24 juillet 2020, en entrant en jeu à la place de Sandro Kulenović lors d'une rencontre de championnat face au NK Varaždin. Le Dinamo s'impose sur le score de deux buts à zéro ce jour-là.
Il devient Champion de Croatie en 2020, le club étant sacré officiellement pour la 21e fois à l'issue de la 30e journée.
En octobre 2020, le quotidien The Guardian le place dans une liste des 60 meilleurs jeunes talents nés en 2003. Le 31 mars 2021, Barišić signe un nouveau contrat avec le Dinamo, le liant au club jusqu'en juin 2024.
Le 28 juin 2022, Bartol Barišić est prêté au NK Istra 1961, où il retrouve l'un de ses coéquipiers en équipes de jeunes du Dinamo, Tomislav Duvnjak,. Il ne reste toutefois pas longtemps à Istra, son prêt prenant fin en août 2022. Le joueur est alors prêté dans la foulée en Slovénie, au NK Domžale, pour une saison.
Le 6 septembre 2023, Bartol Barišić rejoint la Slovaquie pour s'engager en faveur du Dunajská Streda. Il signe un contrat courant jusqu'en juin 2027.
Il marque son premier but pour le club le 25 octobre 2023, lors d'une rencontre de coupe de Slovaquie face au MFK Snina (en).

### En sélection
Avec l'équipe de Croatie des moins de 19 ans, Bartol Barišić joue un total de sept matchs.

## Palmarès
Dinamo Zagreb
- Championnat de Croatie (1) :
  - Champion : 2019-20.